# Bee Simulator
Bee Simulator – komputerowa gra zręcznościowo-przygodowa z elementami edukacyjnymi wyprodukowana przez Varsav Game Studios, w której gracz wciela się w pszczołę i wykonuje misje na rzecz swojego roju. Gra oparta została na silniku Unreal Engine 4, a muzykę do niej napisał Mikołaj Stroiński. Premiera gry na platformy Microsoft Windows, PlayStation 4, Xbox One i Nintendo Switch odbyła się 14 listopada 2019.

## Rozgrywka
Do wyboru są trzy tryby rozgrywki:
- tryb kampanii, w którym gracz zapoznaje się z historią roju i stara się go uratować przed zagrożeniem ze strony ludzi
- tryb swobodnej eksploracji świata inspirowanego nowojorskim Central Parkiem
- tryb wieloosobowy z podzielonym ekranem, umożliwiający współpracę bądź rywalizację graczy[1]

## Produkcja
Tworzeniem tytułu zajął się w kwietniu 2017 23-osobowy zespół Varsav Game Studios, przy współpracy specjalistów z branży pszczelarskiej. Koszt produkcji oszacowano na ok. 2 mln zł.

## Odbiór

### Przed premierą
Tytuł został nagrodzony na targach Game Connection Europe 2018 w kategorii Best social game oraz na Indie Prize London 2019 w kategorii Best Kids and Family Game.

### Po premierze
Gra spotkała się z mieszanymi reakcjami recenzentów, uzyskując według agregatora Metacritic na platformy Microsoft Windows, Nintendo Switch oraz Xbox One średnie z ocen wynoszące odpowiednio: 58/100, 65/100 i 61/100. Wersja na PlayStation 4 oceniona została negatywnie, otrzymując średnią wynoszącą 47/100.
Kompozytor muzyki do gry, Mikołaj Stroiński, otrzymał za nią w 2020 Game Audio Network Guild Award (G.A.N.G. Award) w kategorii Best Music for an Indie Game oraz nagrodę Music+Sound Award 2020 w kategorii Best Original Composition in Gaming. Został również nominowany do 2020 G.A.N.G. Awards w kategoriach Best Original Instrumental, Best Music For a Casual Game oraz Best Original Soundtrack Album.